# Тібор Секель
Тібор Секель (хорв. Tibor Sekelj, угор. Székely Tibor, Секей; нар. 14 лютого 1912, Спішська Собота — пом. 20 вересня 1988, Суботиця) — югославський (хорватський) журналіст угорсько-єврейського походження, дослідник, письменник і юрист. Брав участь в експедиціях по Південній Америці, Азії та Африці. Разом з угорською та хорватською мовами він також говорив німецькою, іспанською, англійською, французькою та есперанто (в загальній складності користувався 22 мовами). Був членом «Академії есперанто» і почесним членом Всесвітньої асоціації есперанто.

## Життєпис
Батько Тібора Секеля був ветеринаром і родина часто переїжджала. Всього через кілька місяців після народження Тібора на території сучасної Словаччини вони оселилися в селі Ченей (територія сучасної Румунії), а після 1922 року в Кікінді (Сербія, Югославія). Там він закінчив початкову школу, після чого сім'я переїхала до Нікшича (Никшић) в Чорногорії, де Тібор закінчив гімназію. Вже в середній школі він захопився альпінізмом і пішки пройшов через всю Чорногорію.
Після цього Секель працював журналістом в Загребі і в 1939 році здійснив подорож до Аргентини для підготовки репортажу про югославських емігрантів, але в результаті залишився там і протягом 15 років займався журналістикою і дослідженнями. У 1944 році він підкорив Аконкагуа, найвищу гору Західної та Південної півкуль.
В 1948—1949 роках займався вивченням малодосліджених районів у реліктових лісах Бразилії. У цій подорожі він зустрів канібальське плем'я тупарі, в якому прожив чотири місяці.
Паралельно з дослідженнями, Секель займався археологією та антропологією. У Гватемалі він зайнявся вивченням цивілізації майя) в Мексиці і цивілізації інків у Перу. Спираючись на легенду, він виявив стародавнє місто, побудоване менш цивілізованими індіанцями. Під час подорожі по Амазонці, використовуючи раніше отриманий досвід, Секель зумів пройти через Річку Смерті і крізь територію войовничого племені шавано, зібравши багато корисних географічних відомостей про цьому регіоні.
У 1954 році Секель повернувся до Югославії. Однак він як і раніше багато подорожував. У березні 1962 року він вирушив у річну подорож Африкою, в ході якої здійснив сходження на Кіліманджаро, найвищу вершину Африки. Також він відвідував Азію (Індію, Китай і Непал в 1956—1957 роках, Індію, Японію та Шрі-Ланку в 1958—1960 рр.), Сибір, Японію, Монголію в 1965—1966 роках). Також відвідав всі європейські країни, крім Албанії та Ісландії. У 1972 році знову відвідував СРСР під час етнологічного конгресу, був у Ленінграді та Узбекистані.
Протягом свого життя Секель займався різними науками. Він був дослідником, письменником, археологом, живописцем, скульптором, режисером, журналістом. Він використовував два десятки мов, з яких на десяти говорив добре. З 1972 року жив у Суботиці (Воєводина), де до кінця своїх днів працював директором музею.
У 1985 році Секель, представляючи Світову асоціацію есперанто і делегацію Югославії, вніс на голосування резолюцію про есперанто, яка була одностайно прийнята Генеральною конференцією ЮНЕСКО.
Його дружиною була Ержебет Секель.

## Праці

### Описи подорожей
Твори Тібора Секеля містять цікаві спостереження за звичаями, мистецтвом, етнографією і перекладені багатьма мовами.
- Tempestad sobre el Aconcagua, роман про експедиції на аргентинську гору Аконкагуа, написаний іспанською, Буенос-Айрес: Ediciones Peuser, 1944, стор 274
  - Oluja na Aconcagui i godinu dana kasnije, сербсько-хорватський переклад Іво Вечіріна, Загреб 1955, 183 стор.
  - Burka na Aconcagui, чехословацький переклад Едуарда В. Тварожека, Мартін: Osveta, 1958, 149 стор. (= Hory a ľudia 5).
  - Tempesto super Akonkagvo, перекладено есперанто Еніо Хуго Гаррота, Белград: Сербська ліга есперанто, 1959, 227 стор.
- Por tierras de Indios, про проживання автора з індіанцями в тропічному регіоні Бразилії, в оригіналі написано іспанською, 1946.
  - Durch Brasiliens Urwälder zu wilden Indianerstämmen, німецький переклад Родольфа Симона, Цюрих: Orell Füssli, 1950, стор 210
  - Pralesmi Brazílie, чеський переклад Матильди Ст. Gusarovoj, Мартін: Osveta, 1956, 161 стор (= Svetom 9).
  - V dezeli Indijancev po brazilskih rekah gozdovih, словенський переклад Петера Ковацица, Марібор: Zalozba obzorja Maribor, 1966, стор 252
  - По країні індіанців, Перекладено есперанто Ернестом Зонненфельдем, Мальме: Видання товариства есперанто, 1970, стор 186
- Nepalo malfermas la pordon, (Непал відкриває двері), в оригіналі написано на есперанто, La Laguna: Regulo, 1959, 212 стор. (= Stafeto науково-популярна 2).
  - Nepla otvara vrata, сербський переклад Антонія Секеля, Белград, 1959, 212 стор.
  - Window on Nepal, англійський переклад Марджорі Бултон, Лондон: Robert Hale], 1959, 190 стор
  - Nepal odpira vrata, словенський переклад Бориса Грабнара, Любляна: Mladinska knjiga, 1960, 212 стор.
- Gxambo rafiki. La karavano de amikeco tra Afriko, (Джамбо рафіки. Караван дружби в Африці), в оригіналі написано на есперанто, Піза: Edistudio, 1991, 173 стор, ISBN 88-7036-041-5.
  - Djambo rafiki. Pot karavane prijateljstva po Afriki, словенський переклад Тіта Скерль-Сояра, Любляна: Mladinska knjiga, 1965, стор 184
- Ridu per Esperanto, (Смійся на есперанто), Загреб 1973, 55 стр.(= Міжнародна культурна служба 3).
- Premiitaj kaj aliaj noveloj, (Премійовані, та інші новели), сім оповідань, написаних в оригіналі есперанто, Загреб: Міжнародна культурна служба, 1974, 52 стор.
- Kumeŭaŭa, la filo de la ĝangalo, (Кумеуауа, син джунглів), дитяча книга про пригоди серед індіанських племен Бразилії, в оригіналі написана на есперанто.
  - 1-е видання Антверпен 1979 (= Stafeto художня література 42)
  - 2-е видання Роттердам: UEA, 1994, 94 стор.
  - Kumeuaua djungels son, шведський переклад Лейфа Норденсторма, Боден 1987, стор 68
  - Kumevava, az őserdő fia, угорський переклад Іштвана Ертли, Будапешт, 1988.
  - Кумевава, син джунглів український переклад Надії Гордієнко-Андриіянової, Київ, Веселка, 1989.
- Mondo de travivaĵoj, (Світ переживань), автобіографічне оповідання про мандри і пригоди в екзотичних країнах на п'яти континентах. Піза: Edistudio, 1-е видання 1981, 2-е видання 1990, 284 стор, ISBN 88-7036-012-1.
- Neĝhomo, (Снігова людина), розповідь про переживання під час гірських сходжень, з поясненнями німецькою мовою, Відень: Pro Esperanto 1988, 20 стор.

- Kolektanto de ĉielarkoj, (Збирач веселки), новели та поеми, в оригіналі написані на есперанто, Піза: Edistudio, 1992, 117 стор, ISBN 88-7036-052-0.
- Temuĝino, la filo de la stepo, (Темуджин, син степу), юнацький роман, у сербському перекладі Терези Капісти, Белград, 1993, 68 стор, ISBN 86-901073-4-7.

### Книги про есперанто
- La importancia del idioma internacional en la educacion para un mundo mejor, Мехіко: Мексиканська федерація есперанто, 1953, 13 стор.
- The international language Esperanto, common language for Africa, common language for the world, переклад з есперанто англійською мовою виконаний Джоном Крістофером Веллсом, Роттердам: UEA, 1962, 11 стор.
- Le problème linguistique au sein du mouvement des pays non alignés et la possibilité de la resoudre, Роттердам: UEA, 1981, 16 стор. (= Есперанто-документи 10).
  - La lingva problemo de la Movado de Nealiancitaj Landoj — kaj ĝia ebla solvo, (Мовна проблема Руху неприєднаних країн — і її можливе рішення), Роттердам: UEA, 1981, 12 стор. (= Есперанто-документи 13).

### Підручники
- La trovita feliĉo, (Знайдене щастя), новела для читання для останніх курсів, Буенос-Айрес: Progreso, 1945.
- kun Antonije Sekelj: Kurso de Esperanto, laux aŭdvida struktura metodo, (з Антонієм Секелем: Курс есперанто: акустико-візуальний структурний метод), 1960, 48 стор.
- kun Antonije Sekelj: Dopisni tečaj Esperanta, (з Антонієм Секелем), Белград: Сербська ліга есперанто, 1960, 63 стор.

### Книги з етнографії
Подорожуючи по Південній Америці, Африці, Азії, Австралії та Океанії він сформував багату етнографічну колекцію, і подарував її Етнографічному музею Загреба.
- Elpafu la sagon, (Пусти стрілу), з усної поезії народів світу, Роттердам: UEA, 1983, 187 сторінок, ISBN 92-9017-025-5 (= Серія «Схід-Захід» 18), переклади записів, зібраних під час своїх подорожей. Це твір виділяється з числа звичайних для руху есперанто та насправді стосується світової культури.

### Словник
Тібор Секель співпрацював з редакцією 20-мовного музеологічного словника Dictionarium Museologicum, який побачив світ у 1986 році. — ISBN 963-571-174-3
1. ↑  CONOR.Sl